# Jovo Ugrčić
Jovo Ugrčić (Ivoševci, Kistanje, 3. siječnja 1923. – Šibenik, 2005.), bio je sudionik NOB-a, visoki partijski funkcionar, bivši direktor programa Radija Zagreb, te rukovodeći djelatnik republičke Udbe.

## Djetinjstvo, školovanje i mladost
Rođen je u obitelji Jaše i Marije Ugrčić, u selu Ivoševcima pokraj Kistanja. U rodnim je Kistanjama pohađao pučku školu, gdje se družio sa svojim mještaninom i kasnijim suborcem Simom Dubajićem, da bi kasnije srednju školu, odnosno klasičnu gimnaziju, pohađao u susjednom Šibeniku. Nakon Drugoga svjetskoga rata, kao partijski funkcionar i uz rad, završio je partijsku školu "Đuro Đaković", te je 1959. diplomirao na pravnom studiju Pravnog fakulteta Sveučilišta u Zagrebu.

## Drugi svjetski rat
Nakon izbijanja Drugoga svjetskoga rata i okupacijom Kraljevine Jugoslavije, uspostavom NDH, priključuje se kao osamnaestogodišnji gimnazijalac već ljeti 1941., partizanskom pokretu na području Bukovice. Od 1942. postaje članom KPJ. Bio je časnik u bataljunu i partizanskom odredu, da bi početkom 1943., bio zadužen za obavještajnu službu u kotaru Benkovac, i politički rad na teritoriju Bukovice.  

## Život u socijalističkoj Jugoslaviji
Nakon završetka Drugoga svjetskog rata obnašao je rukovodeće političke funkcije u Dalmaciji, bio je član sreskog komiteta KP u Šibeniku, član Oblasnog komiteta u Splitu, zatim je radio u CK SK Hrvatske. Nakon toga bio je imenovan na dužnost glavnog urednika u Radiju Zagreb, 1955. – 1957., zatim direktorom programa Radija Zagreb 1958.godine. S mjesta driektora programa Radija Zagreb prelazi u republički Sekretarijat unutrašnjih poslova (RSUP), odnosno republičku UDB-u, te je bio imenovan zamjenikom šefa UDB-e za SRH-a, da bi potom tijekom 1960-ih i 1970-ih bio šef UDB-e / SDS-a za Hrvatsku.Nakon rada u Službi i obnašanja dužnosti republičkog sekretara u resoru unutrašnjih poslova (RSUP) SRH-a, prelazi na saveznu razinu, kao pomoćnik saveznog sekretara za informacije, da bi potom bio imenovan za sekretara Saveznog vijeća Skupštine SFRJ. Na 13. Kongresu SKJ, koji se 1986. održao u Beogradu, bio je izabran za člana Statutarne komisije. 

## Odlazak u mirovinu i smrt
Neposredno uoči demokratskih promjena odlučio se povući iz politike i otići u mirovinu, te je ostatak života proveo u Šibeniku.
Umro je 2005.godine, u osamdeset i trećoj godini života.

## Odlikovanja
Bio je odlikovan više puta u razdoblju socijalističke Jugoslavije, "Orden za hrabrost", "Orden zasluge za narod II. reda", "Orden bratstva i jedinstva II. reda" te je bio nositelj "Partizanske spomenice 1941.".